# تونس في الألعاب المتوسطية 2009
شاركت تونس في الألعاب المتوسطية 2009 في بسكارا و فازت بثلاثة عشر ميدالية ذهبية 11 ميدالية فضية و 13 ميدالية برونزية.